# NGC 1358
NGC 1358 (również PGC 13182) – galaktyka spiralna z poprzeczką (SB0-a), znajdująca się w gwiazdozbiorze Erydanu. Odkrył ją William Herschel 5 października 1785 roku. Należy do galaktyk Seyferta typu 2.